# Kuripan (Watumalang)
Kuripan is een bestuurslaag in het regentschap Wonosobo van de provincie Midden-Java, Indonesië. Kuripan telt 3929 inwoners (volkstelling 2010).